# Anticiclone siberiano
Anticiclone siberiano é uma enorme junção de ar seco e frio ou muito frio que se acumula na parte nordeste da Eurásia durante o inverno do hemisfério norte, aproximadamente de setembro até abril. Normalmente, é centrado no lago Baikal, na Rússia. O fenômeno climático é responsável por invernos frios, concomitantes condições secas graves com pouca neve e poucas ou nenhumas geleiras na Sibéria, Mongólia e China. 
Ar siberiano é geralmente mais frio do que o ar ártico, porque ao contrário deste, que se forma sobre o gelo do mar ao redor do Pólo Norte, o ar siberiano se forma sobre a tundra fria da Sibéria, que não irradia calor da mesma forma que o gelo do Ártico.